# Geranium 'Johnson's Blue'

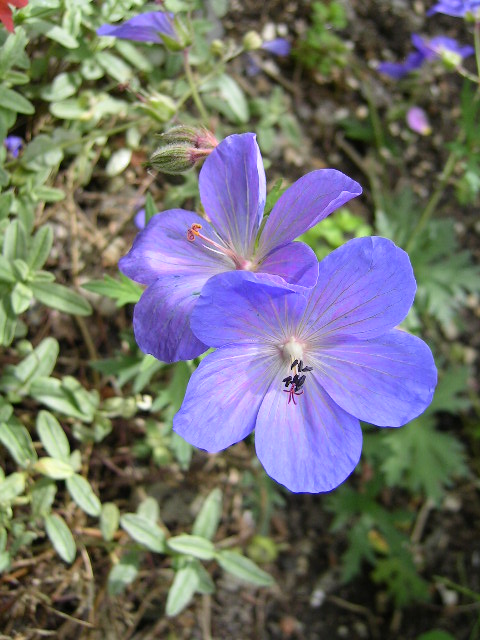

Geranium 'Johnson's Blue' is een cultivar uit de Ooievaarsbekfamilie. Het is waarschijnlijk een hybride van de Beemdooievaarsbek en Geranium himalayense.

## Beschrijving
Het is een vaste plant, die van mei tot juli bloeit. De bloemen zijn blauw van kleur. De plant is tussen de 30 en 50 centimeter hoog en wordt tot 50 cm breed. De bloemen zijn goed geschikt als snijbloem. Na de bloei vormen zich de voor een Geranium kenmerkende doosvruchten, in de vorm van de snavel van een ooievaar. Als het zaad eenmaal rijp, schieten de zaden met grote kracht weg. De plant is nuttig voor bijen en hommels. 

## Teelt
Deze plant vereist een standplaats in de zon of halfschaduw. De vermeerdering geschiedt door middel van wortelstekken of door deling. Zaaien kan ook, maar is niet altijd soortecht.